# Wrattens-Nationalpark
Der Wrattens-Nationalpark (englisch Wrattens National Park) ist ein 209 Quadratkilometer großer Nationalpark in Queensland, Australien.

## Lage
Er liegt in der Region Wide Bay-Burnett und befindet sich 150 Kilometer nördlich von Brisbane und 120 Kilometer südlich von Hervey Bay. Von Gympie gelangt man auf der Gympie Woolooga Road nach  Widgee, wo die Upper Widgee Road Richtung Westen abzweigt, die nach etwa zehn Kilometer die Parkgrenze erreicht. Im Park selbst gibt es keine Besuchereinrichtungen.
In der Nachbarschaft liegen die Nationalparks Oakview, Conondale und Glastonbury.

## Flora und Fauna
Der Nationalpark schützt bis 700 Meter hoch gelegenen Monsunwald und offenen Eukalyptuswald. Das Gebiet ist ein Rückzugsgebiet für einige als gefährdet eingestufte Tier- und Pflanzenarten, darunter der Schwarzbrust-Laufhühnchen (Turnix melanogaster), der Cascade Tree Frog und der Giant Ironwood (Choricarpia subargentea). Ebenso ist der als gefährdet eingestufte Riesenbeutelmarder (Dasyurus maculatus) im Park beheimatet.